# Decsi Edit
Decsi Edit (Székesfehérvár, 1986. november 13. –) magyar színésznő.

## Életpályája
Gyerekszereplőként már szerepelt a helyi Vörösmarty Színházban. 2005-ben érettségizett, majd 2007-2012 között a Kaposvári Egyetem színművész szakos hallgatója volt, ahova harmadszorra vették fel. 2012-2021 között a kecskeméti Katona József Színház tagja volt. 2024-től a székesfehérvári Vörösmarty Színház színésznője. Az M2 Petőfi TV műsorvezetője.

## Fontosabb színházi szerepei
- William Shakespeare: Hamlet.... Ophelia, Polonius lánya
- William Shakespeare: Vízkereszt.... Bianca, nők Tóbi kíséretében, Edit, Vízimentő
- Molière: A képzelt beteg.... Mimolette, Argan leánya, Cléante szerelmese
- Carlo Goldoni: Chioggiai csetepaté.... Orsetta, (Orsolina), fiatal lány, Libera húga
- Friedrich Schiller: Ármány és szerelem.... Sophie, Lady Milford kegyencnője
- Federico García Lorca: Vérnász.... Leonardo felesége
- Eugene O’Neill: Amerikai Elektra.... Lavinia
- Arisztophanész: Lüszisztraté.... Nő 1
- Georges Feydeau: Balfék.... Armandine, tehetséges fiatal színésznő
- Ken Kesey: Száll a kakukk fészkére.... Candy Starr
- Robert Thomas: Nyolc nő.... Louise, szobalány
- Marc Camoletti: Boeing, Boeing.... Jacqueline
- Peter Buckman: Most mindenki együtt.... Maggie
- Tirso De Molina: Hol szoknya, hol nadrág.... Dona Juana
- Thomas Middleton – William Rowley: Átváltozások.... Isabella, Alibius Felesége
- Leonard Gershe: A pillangók szabadok.... Jill Tanner
- Jurij Poljakov: Párcsere.... Xí, Xí
- Csokonai Vitéz Mihály: Dorottya.... Laura
- Szigligeti Ede: Liliomfi.... Erzsike, Kányai lánya
- Vörösmarty Mihály: Csongor és Tünde.... Mirígy
- Csiky Gergely: Buborékok.... Aranka
- Kaffka Margit: Hangyaboly.... Gross Helénke
- Molnár Ferenc: A Testőr.... A szobalány
- Szép Ernő: Vőlegény.... Sári, Táncosnő
- László Miklós ― Mohácsi István ― Mohácsi János: Illatszertár.... Balázs kisasszony
- Örkény István: Tóték.... Gizi Gézáné, egy rossz hírű nő
- Barta Lajos: Szerelem.... Lujza
- Tasnádi István: Memo - A felejtés nélküli ember.... Olga, Lónyai felesége
- Réczei Tamás: Katona József, avagy légy a pókok között fickándozik.... Déryné Széppataki Róza
- Réczei Tamás: Színházi vándorok.... Moor Anna, színésznő
- Réczei Tamás – Déry Tibor: Szerelem.... Hollós Ilona, Özvegy, Nagy Imre, Kádár János, Kisasszony, Nővér, Szakértő, Boriska, Aczél György, Cservenkáné, Bemondó
- Réczei Tamás: Vasárnapi gyerekek.... Fiatal Tolnay Klári, Golds. Judit, 3. Idegen, Márta, 3.Feleség, Horváth Emma
- Réczei Tamás: Amazonok (Érzelmes zakatolás).... szereplő
- Bíró Kriszta: A Nyugat női.... szereplő
- Szörényi Levente – Bródy János: Kőműves Kelemen.... Asszony
- Galambos Attila – Szemenyei János – Réczei Tamás: Winnetou.... Szép Nap
- Michael Frayn: Függöny fel!.... Poppy Taylor, rendezőasszisztens
- Muszty Bea - Dobay András: Macvedel a kalózkísértet.... Viki
- Békés Pál: A kétbalkezes varázsló.... Éliás Tóbiás
- Méhes György – Németh Virág: Micsoda társaság!.... Vilike
- Németh Virág: Mátyásmese, avagy hogyan került álruha a királyra?.... szereplő
- Németh Virág: Lesz vigasz.... szereplő

## Filmes és televíziós szerepei
- Made in Hungária (2009)